# 尾崎弘宜
尾崎 弘宜（おざき こうき、2013年以前は おざき ひろき）は、日本のイラストレーター。東京造形大学出身。
好物はお茶と甘いもの。下戸。本人によると方向音痴らしい。

## 作品リスト

### 小説イラスト
- 『EME』（瀧川武司・著 挿絵 富士見ファンタジア文庫）
- 『ネクストエイジ』（野島けんじ・著 挿絵 角川スニーカー文庫）
- 『天使のベースボール』（野村美月・著 挿絵 ファミ通文庫）
- 『ダビデの心臓』（スズキヒサシ・著 挿絵 電撃文庫）
- 『幽霊列車とこんぺい糖 メモリー・オブ・リガヤ』（木ノ歌詠・著 挿絵 富士見ミステリー文庫）
- 『塔の町、あたしたちの街』（扇智史・著 挿絵 ファミ通文庫）
- 『神聖のレジスタ』（北山大詩・著 挿絵 富士見ファンタジア文庫）
- 『お前のご奉仕はその程度か?』（森田季節・著 挿絵 GA文庫）